# Porta al Cornio
Porta al Cornio, o Corniolo è una delle sei porte cittadine di Montalcino, in provincia di Siena.

## Storia e descrizione
Molto probabilmente fu costruita nel XIII secolo e sorge a nord-ovest dell'abitato, nel Quartiere Ruga. Il nome deriva da "della Cornia" e, in origine, era "Porta al Corgniolo". Essa, a differenza delle altre cinque porte, non aveva i due custodi detti "Capodieci"; questo molto probabilmente perché, avendo accanto un torrione con un "Capotredici", non vi era la necessità di qualcun altro che controllasse la porta. Quest'ultima è sicuramente la più particolare, dato che è stata inglobata dalla struttura del Santuario della Madonna del Soccorso (cara ai montalcinesi), che inizialmente era una semplice cappella (costruita nel 1330), che poi si è sviluppata sempre di più a discapito della porta. La porta è veramente molto semplice. Al suo interno presenta un'immagine della Madonna, copia di un'altra rappresentazione della Vergine, che era presente all'interno della cappella originaria.